# Sadi Vorpsi
Sadi Mehdi Vorpsi (ur. 18 marca 1968 w Tiranie) – albański inżynier mechanik i samorządowiec, deputowany do Zgromadzenia Albanii z ramienia Socjalistycznej Partii Albanii.

## Życiorys
Ukończył studia z zakresu inżynierii mechanicznej na Politechnice Tirańskiej. W latach 1994–2011 pracował w przedsiębiorstwie Alba 2000.
W 2011 roku kandydował w wyborach samorządowych.
Od 2013 do kwietnia 2017 roku był prefektem okręgu Tirana. W wyborach parlamentarnych z 2013 roku uzyskał mandat do Zgromadzenia Albanii, gdzie reprezentował Socjalistyczną Partię Albanii, uzyskał reelekcję w 2017 roku.